# Jonquières-Saint-Vincent
Jonquières-Saint-Vincent è un comune francese di 3 126 abitanti situato nel dipartimento del Gard, nella regione dell'Occitania.

## Società

### Evoluzione demografica
Abitanti censiti

## Amministrazione

### Gemellaggi
- Vezza d'Alba, Italia